# Zegar Shortta

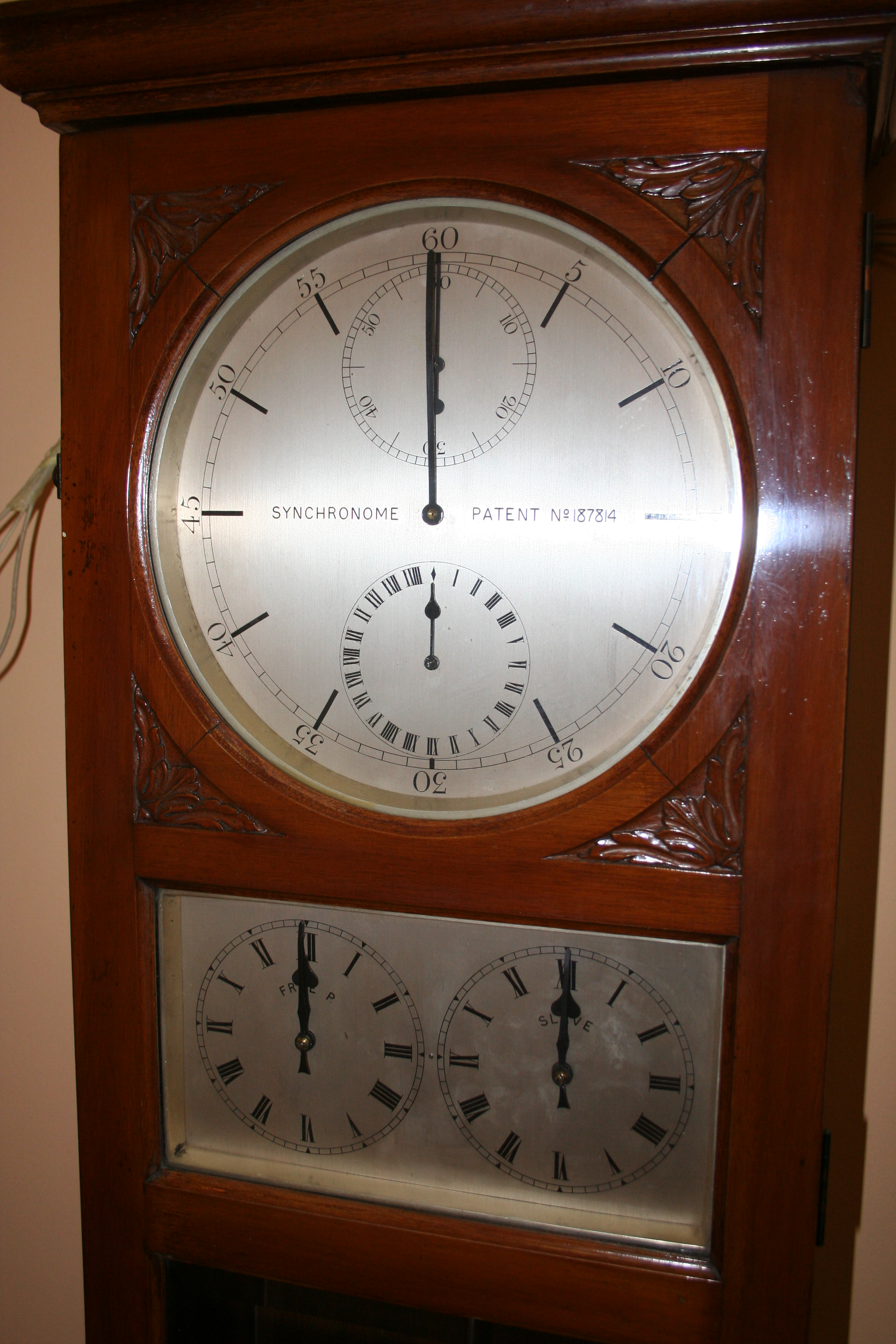
Zegar Shortta, widok na 3 tarcze

Zegar Shortta (ang.: Shortt synchronome clock) – elektromechaniczny zegar wahadłowy, wynaleziony w 1921 roku przez brytyjskiego inżyniera Williama Hamiltona Shortta, we współpracy z zegarmistrzem Frankiem Hope Jonesem. W latach 1922–1956 firma Synchronome Co., Ltd. of London wyprodukowała około stu egzemplarzy tego zegara. Zegary Shortta były najdokładniejszymi zegarami mechanicznymi, jakie kiedykolwiek zostały skonstruowane. Od roku 1922 aż do końca lat 40. XX wieku (kiedy zastąpiono je dokładniejszymi zegarami kwarcowymi) opierała się na nich cała światowa służba czasu. Dokładność ich chodu sięgała pojedynczych milisekund na dobę (chociaż ostatnie doświadczenia wskazują, że można ją poprawić nawet do 200 mikrosekund na dobę). Zegary te w 1926 roku po raz pierwszy z powodzeniem wykorzystano do pomiaru niewielkich zmian prędkości rotacji Ziemi.

## Budowa
Zegar Shortta składa się z dwóch oddzielnych modułów. Pierwszym z nich jest miedziany cylinder, hermetycznie zamknięty od dołu szklaną płytą (umożliwiającą odczyt amplitudy wahań wahadła), od góry szklanym kloszem. Wewnątrz cylindra umieszczone jest inwarowe wahadło będące właściwym wzorcem czasu (tzw. „wahadło Pan”, ang. „master pendulum” lub „free pendulum”). Wahadło to porusza się w sposób całkowicie swobodny, z wyjątkiem krótkich impulsów synchronizujących, następujących w odstępach 30-sekundowych. Aby zminimalizować opory ruchu wahadła we wnętrzu cylindra utrzymywane jest obniżone ciśnienie (rzędu kilkunastu mm Hg). Powietrze jest usuwane z cylindra za pomocą pompy próżniowej, przez zawór znajdujący się w dolnej jego części. W celu zapewnienia jak najbardziej stabilnych warunków pracy (stała temperatura, brak wstrząsów itp.) wzorcowe wahadło umieszczane było z reguły w specjalnie do tego celu przystosowanych pomieszczeniach, często znajdujących się pod ziemią.  
Drugi moduł umieszczony jest w pomieszczeniu, w którym dokonywany jest odczyt czasu. Jest to elektromechaniczny zegar wahadłowy, połączony elektrycznie z pierwszym modułem. Chód jego wahadła jest co 30 sekund synchronizowany z chodem wahadła wzorcowego w taki sposób, żeby różnica fazy ruchu obu wahadeł pozostawała stała. Z tego powodu wahadło to jest nazywane „sługą” lub „niewolnikiem” (ang. „slave pendulum”). Zegar „sługa” wyposażony jest w tarczę do odczytu czasu oraz dwie mniejsze tarcze służące do kontroli ruchu wahadeł „Pan” i „sługa”. 

## Zasada działania
Wyjaśnienie zasady działania zegara umożliwiają zdjęcia jego mechanizmu oraz cztery krótkie filmy, przedstawione poniżej:
 Film 1: Działający zegar Shortta nr 30 z Obserwatorium Astronomicznego UAM w Poznaniu (widok ogólny, wahadła niezsynchronizowane)
 Film 2: Zasada działania - zegar sługa (wahadła dla celów poglądowych znacznie rozsynchronizowane)
 Film 3: Zasada działania - zegar Pan
 Film 4: Mechanizm napędzający wskazówki na tarczy
Na wahadle (1) zegara „sługi” znajduje się ruchoma dźwigienka (3) zakończona paletą. Pod tarczą (2) znajduje się koło zębate o 15 zębach, do którego osi przytwierdzony jest metalowy zabierak. Przy każdym ruchu wahadła w prawo paleta zaczepia o kolejny ząb na kole, powodując jej obrót, a wraz z nią obrót zabieraka. W rezultacie tego co 30 sekund zabierak zaczepia o rygiel utrzymujący dźwignię (4) w położeniu poziomym. Dźwignia pod wpływem własnego ciężaru zaczyna opadać. Umieszczona na niej rolka (5) ześlizguje się po odpowiednio wyprofilowanej powierzchni mosiężnego elementu połączonego z drążkiem wahadła, dostarczając wahadłu „słudze” porcji energii niezbędnej do podtrzymania jego ruchu. Opadanie dźwigni kończy się z chwilą zwarcia styku elektrycznego (6). Zwarcie styku powoduje przepływ prądu przez elektromagnesy (7), co skutkuje poderwaniem dźwigni (4) do pozycji wyjściowej i ponownym zablokowaniem jej na ryglu. Ten sam impuls elektryczny trafia jednocześnie na (niewidoczny na zdjęciu 2) elektromagnes znajdujący się w zegarze „Pan”, powodując zwolnienie zawieszonej na podobnym ryglu dźwigienki (8). Na dźwigience tej umieszczony jest niewielki ciężarek, a na jej końcu znajduje się paleta. Paleta opadając opiera się na obrotowym kółku (9), połączonym z drążkiem wahadła „Pan”. Podczas ruchu wahadła w lewo kółko stopniowo wysuwa się spod palety powodując jej opadanie, do momentu, kiedy paleta osiągnie położenie, w którym zwierany jest (niewidoczny na zdjęciu) styk elektryczny. Zwarcie styku powoduje przepływ prądu przez elektromagnes (10), który podrywa dźwigienkę (8) do pozycji wyjściowej i blokuje ją na ryglu. Jednocześnie ten sam impuls elektryczny wędruje do zegara „sługi”, do elektromagnesu (11). Ponadto ześlizgująca się po kółku (9) dźwigienka (8) dostarcza wahadłu „Pan” energię konieczną do podtrzymania jego ruchu (w przypadku uruchamiania zegara pod normalnym ciśnieniem atmosferycznym konieczne jest zwiększenie masy ciężarka).
Istota synchronizacji wahadeł polega na tym, że o ile wysłany z zegara „sługi” impuls zwalniający dźwigienkę (8) w zegarze „Pan” może dotrzeć tam w dowolnej fazie ruchu jego wahadła, o tyle impuls powrotny wysyłany jest przez zegar „Pan” w ściśle określonej fazie tego ruchu. Dotarcie impulsu synchronizującego do elektromagnesu (11) powoduje pokonanie oporu sprężyny i krótkotrwałe przyciągnięcie płytki (12) do elektromagnesu. Z drążkiem wahadła „sługi” połączona jest biegnąca równolegle do niego cienka, płaska, zagięta na końcu pod kątem prostym sprężyna (13), wykonana z metalowej blaszki. Kiedy płytka (12) jest w położeniu spoczynkowym, sprężyna może swobodnie poruszać się pod nią. Jeśli jednak płytka zostanie przyciągnięta przez elektromagnes, wówczas może zaczepiać za sprężynę, powodując niewielką zmianę fazy ruchu wahadła zegara „sługi”. Kiedy różnica faz ruchu obu wahadeł jest prawidłowa, wówczas impuls synchronizujący trafia na elektromagnes (11) w takim położeniu wahadła „sługi”, że sprężyna (13) znajduje się poza zasięgiem płytki (12). Jeśli jednak wahadło „sługi” spóźnia się, wówczas opadająca płytka (12) zaczepia sprężynę (13), powodując korektę fazy ruchu wahadła. 
Aby opisany mechanizm synchronizacji działał prawidłowo, niezbędne jest bardzo dokładne zgranie ze sobą okresów wahań obu wahadeł. Dokonuje się tego przez umieszczanie niewielkich ciężarków na metalowych talerzykach przytwierdzonych do obu wahadeł.

## Zegary Shortta w Polsce
Polska zakupiła pięć zegarów Shortta, o numerach seryjnych 14, 30, 70, 97 i 98. Zegar nr 14 jest eksponatem muzealnym w Muzeum Głównego Urzędu Miar w Warszawie. Zegar nr 30 został zakupiony do Krakowa, a następnie przekazany do Obserwatorium Astronomicznego Uniwersytetu Poznańskiego, gdzie znajduje się w stanie pełnej sprawności. Zegar nr 70 (lub według innych źródeł 69) znajdował się w posiadaniu GUM, lecz został rozebrany na części pod koniec lat 50. XX wieku. Zegar nr 97, pierwotnie zakupiony do Warszawy, należy do Wyższej Szkoły Morskiej w Gdyni (gdzie poddawany był pracom konserwatorskim w 2013 roku). Zegar nr 98 używany był w Astronomicznym Obserwatorium Szerokościowym w Borówcu, skąd został przekazany do Obserwatorium Astronomicznego w Olsztynie (gdzie wciąż pracuje, będąc drugim w pełni sprawnym zegarem Shortta w Polsce).